# Bjal kladenets (distrikt i Bulgarien, Chaskovo)
Bjal kladenets (bulgariska: Бял кладенец) är ett distrikt i Bulgarien.   Det ligger i kommunen Obsjtina Stambolovo och regionen Chaskovo, i den södra delen av landet, 220 kilometer sydost om huvudstaden Sofia.
Trakten runt Bjal kladenets består till största delen av jordbruksmark. Runt Bjal kladenets är det ganska glesbefolkat, med 22 invånare per kvadratkilometer.